# Buchanan Keys
Les Buchanan Keys sont des îles des Keys, archipel des États-Unis d'Amérique situé dans l'océan Atlantique au sud de la péninsule de Floride. Elles sont situées dans la baie de Floride et relèvent du parc national des Everglades.